# Qacar Zeyid
Qacar Zeyid è un comune dell'Azerbaigian situato nel distretto di Quba. Conta una popolazione di 781 abitanti.